# Brikettfabrik Hohenzollern

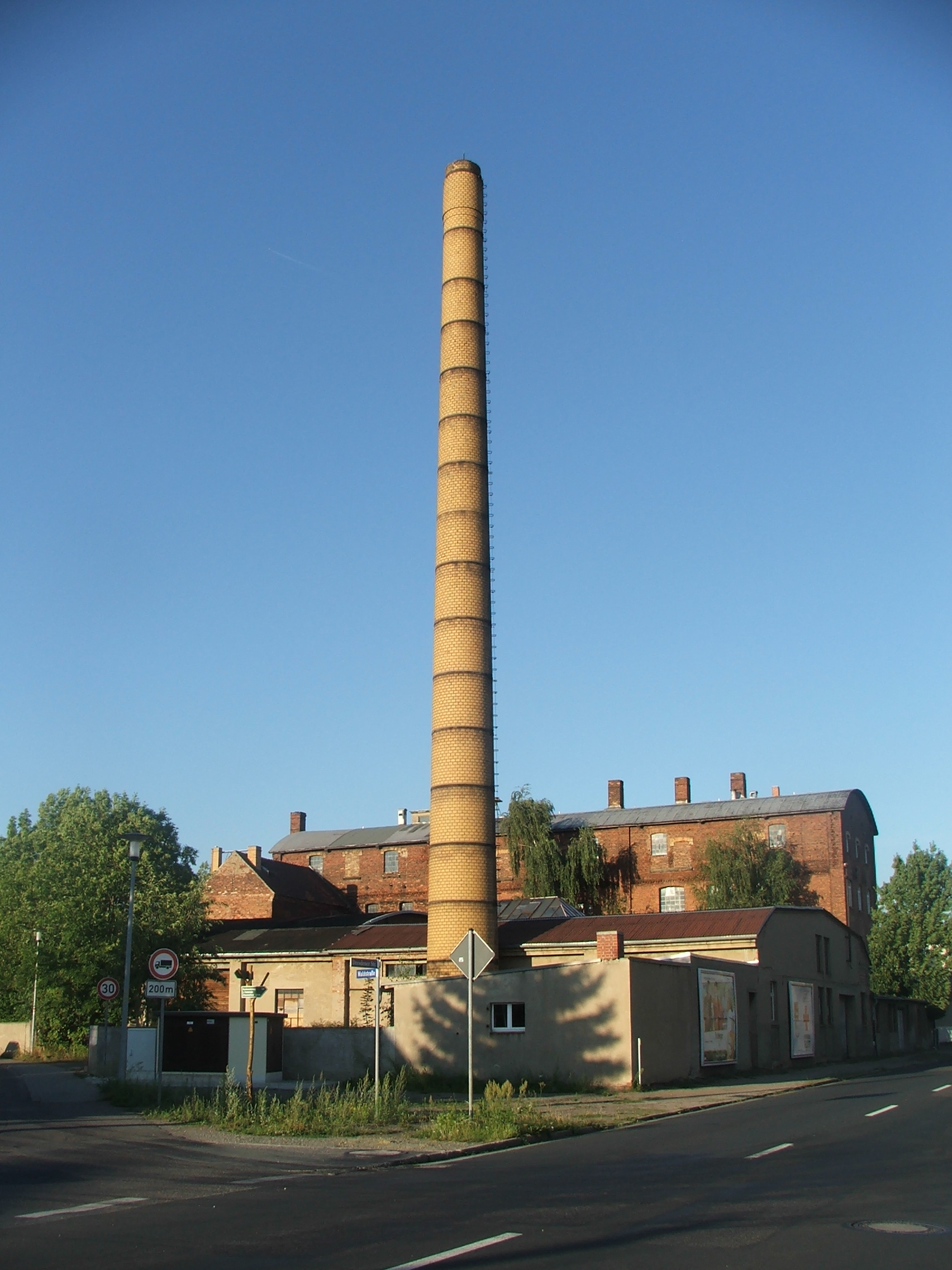
Ehemalige Brikettfabrik „Hohenzollern“

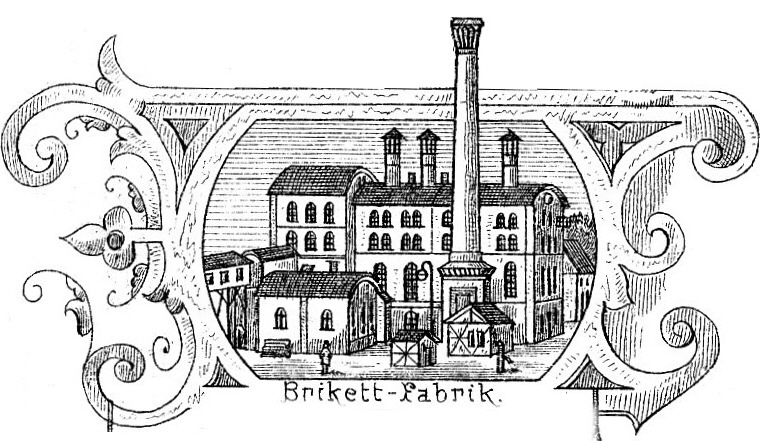
Brikettfabrik „Hohenzollern“ um 1898

Schamotteofen-Fabrik Tietze & Schneider im Gebäude der ehemaligen Brikettfabrik

Die Brikettfabrik „Hohenzollern“ befand sich im Nordosten der südbrandenburgischen Kurstadt Bad Liebenwerda. Sie entstand von 1889 bis 1890 unter Leitung des Unternehmers Carl Schwabach, der auch als einer der Begründer der regionalen Braunkohlenindustrie gilt.
Die noch erhaltenen Gebäude glichen in ihrer Struktur und Anordnung denen der Brikettfabrik im wenige Kilometer entfernten Beutersitz. Im Mai 1890 wurde die Fabrik in Betrieb genommen. Bestückt wurde sie mit Braunkohle aus der Rothsteiner Tiefbaugrube „Daniel“ über eine etwa 6,5 Kilometer lange Drahtseilbahn, die durch eine 23 PS starke Dampfmaschine angetrieben wurde.
Wie sich kurze Zeit später herausstellte, war dieses Braunkohlefeld für den in Liebenwerda entstandenen Betrieb viel zu klein und das Unternehmen geriet bald in Zahlungsschwierigkeiten. Zudem sorgte der weite Transportweg der Kohle zur Fabrik besonders im Winter für weitere Schwierigkeiten und das Unternehmen ging schließlich in Konkurs. Der Betrieb dieser Fabrik wurde nach relativ kurzer Zeit 1899 eingestellt. Neben zahlreichen Gläubigern der Region verlor auch Schwabach sein in das Projekt investierte Kapital. Nach weiteren Tiefschlägen, wie der Stilllegung einer Tiefbaugrube in Maasdorf sowie dem Verlust seines gesamten Vermögens verstarb dieser 1908 völlig verarmt in Luckau.
Nach 1900 war in den Gebäuden der Zeche eine Ofenfabrik ansässig, der später eine Keramikwerkstatt folgte.
Da ein Lidl-Markt aus der Liebenwerdaer Waldstraße auf das Gelände der einstigen Brikettfabrik umziehen und das Unternehmen nicht in die Altbausubstanz investieren wollte, waren die denkmalgeschützten Gebäude vom Abriss bedroht. Noch 2010 sollte hier mit dem Bau eines 790 Quadratmeter großen Einkaufsmarktes begonnen werden. Die Abrissarbeiten begannen letztendlich Ende Oktober 2010. Der 36 Meter hohe Schornstein wurde am 19. November 2010 gesprengt.
Am 15. August 2011 wurde auf dem Grundstück an der Dresdner Straße der neu fertiggestellte Lidl-Einkaufsmarkt eröffnet. Gleichzeitig wurde dabei als Erinnerung an die ehemalige Ofenbude bzw. Brikettfabrik Hohenzollern am Eingang zum Grundstück, als eine Art „Denkmal“, eine alte Ofenklappe eingefasst mit Ziegeln aus dem abgerissenen Bauwerk sowie versehen mit einer Informationstafel, aufgestellt und eingeweiht.